# 詹內櫛鱗鰨
詹內櫛鱗鰨為輻鰭魚綱鰈形目鰨亞目鰨科的其中一種，為熱帶海水魚，分布於西印度洋模里西斯海域，棲息深度8-15公尺，體長可達5.6公分，棲息在底層水域，生活習性不明。